# MG VA
La MG VA è un'autovettura prodotta dalla Morris Garages dal febbraio 1937 al settembre 1939.
Era la più piccola delle tre berline sportive prodotte nella seconda parte degli anni trenta dalla casa automobilistica britannica. Gli altri due modelli menzionati furono la SA e la WA.

## Storia
Il modello aveva installato un motore a quattro cilindri in linea a valvole in testa da 1.548 cm³ di cilindrata, che era l'evoluzione del propulsore Morris già montato sulla Wolseley 12/48 e sulla Morris 12. La versione montata sulla VA era dotata di carburatori doppio corpo SU e sviluppava 54 CV di potenza a 4.500 giri al minuto. La trazione era posteriore, ed il moto era trasmesso alle ruote posteriori grazie ad un cambio manuale a quattro rapporti. Le tre marce più alte erano sincronizzate. Alcuni dei primi esemplari prodotti possedevano però solamente i due rapporti più alti sincronizzati. Le ruote erano a raggi, ed i freni erano idraulici a tamburo. Le sospensioni era a balestra semiellittica sulle quattro ruote. Erano presenti un assale rigido al retrotreno ed un assale a ruote interconnesse all'avantreno. Vennero installati ammortizzatori Luvax. Quelli posteriori erano regolabili dal cruscotto.

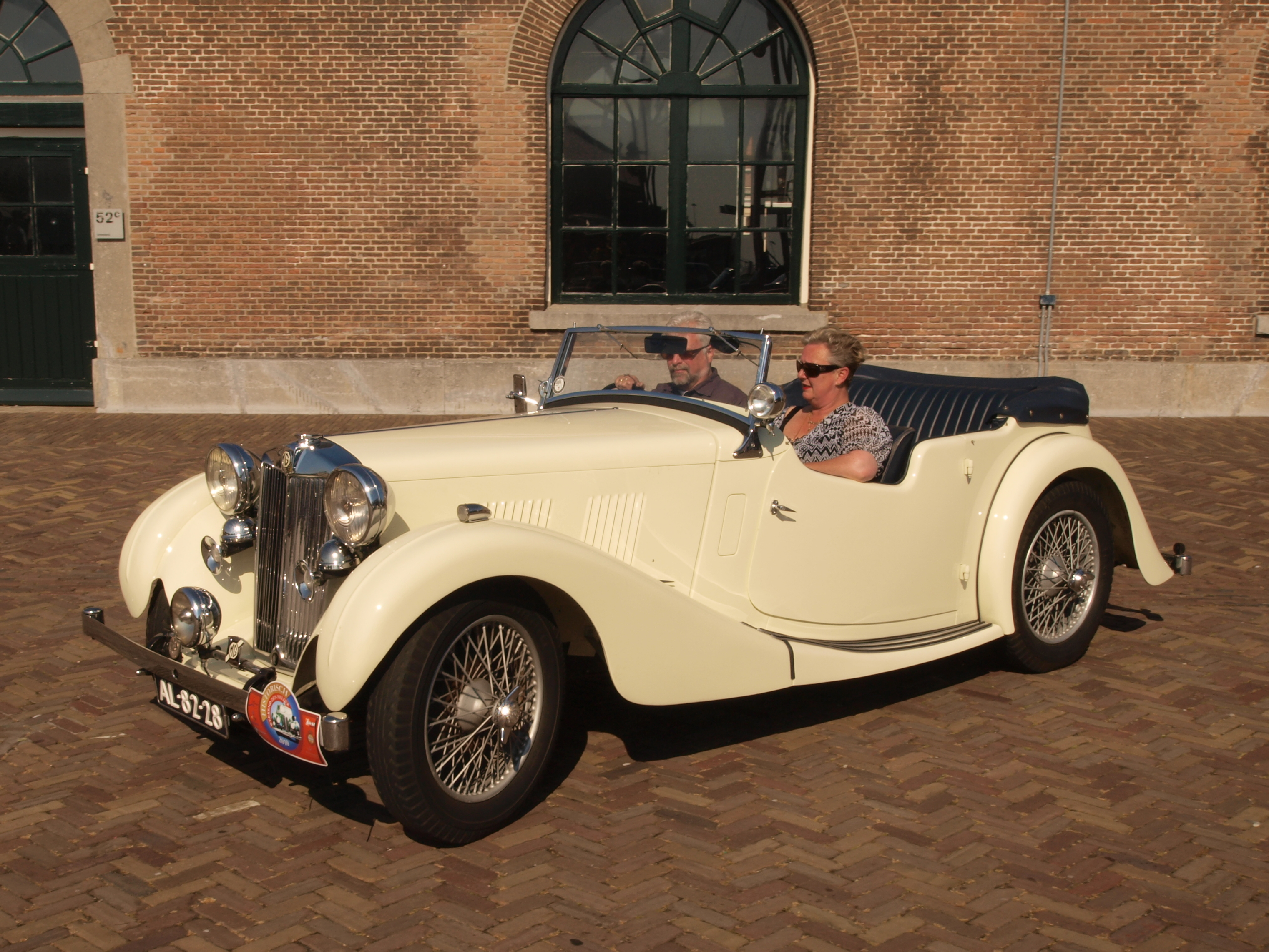
MG VA cabriolet del 1939

La carrozzeria della versione berlina quattro porte era fabbricata dalla Morris ed era caratterizzata dalla presenza della tipica calandra della MG. Quest'ultima era affiancata da grandi fanali anteriori. Una ruota di scorta era posizionata sul parafango anteriore sinistro, mentre un'altra, che veniva posizionata sul lato opposto della vettura, poteva essere ordinata tra gli optional. Per quanto riguarda gli interni, erano installati dei sedili singoli anteriori ed un sedile posteriore a divanetto, tutti foderati in pelle. Tra gli optional era disponibile anche la radio.
Erano disponibili altri due tipi di carrozzeria, torpedo quattro posti e cabriolet. La berlina, la torpedo e la cabriolet costavano, rispettivamente, 325, 280 e 351 sterline. Su un totale di 2.407 esemplari prodotti, vennero assemblate 564 torpedo e 591 cabriolet. Qualche esemplare venne spedito a carrozzieri esterni per la realizzazione del corpo vettura.
Una versione speciale del modello venne realizzata per essere utilizzata come auto della polizia. Possedeva un motore da 1.707 cm³ di cilindrata ed un tachimetro calibrato.
La rivista specializzata britannica The Motor provò un esemplare di VA versione torpedo. Durante il test venne registrata una velocità di 122 km/h ed un'accelerazione da 0 a 80 km/h di 15,8 secondi. Con il parabrezza abbassato la velocità massima toccò i 132 km/h.
La produzione del modello terminò nel 1939 allo scoppio della seconda guerra mondiale.